# Человеческая вошь
Человеческая вошь (лат. Pediculus humanus) — вид насекомых из рода Pediculus.
Человеческая вошь имеет два морфотипа: головная вошь (Pediculus humanus capitis) и платяная или нательная вошь (Pediculus humanus corporis [syn.  Pediculus humanus humanus].
Название виду дал Карл Линней в 1735 году в работе «Система природы».
Нательные вши селятся в одежде и могут быть переносчиками болезней (таких, как тиф и «окопная лихорадка»). Головные вши селятся в волосах и не переносят указанных болезней. Кроме того, они отличаются формой (платяные более широкие, головные более вытянутые).
Хотя подвиды имеют морфологические отличия, они могут скрещиваться и давать потомство.
- Pediculus humanus capitis
- Pediculus humanus corporis